# Bakong
Bakong là ngôi đền nằm trong di tích Angkor thuộc thành phố Siêm Riệp cách trung tâm thành phố 13 km. Đền chính thức xây dựng vào thế kỷ thứ 9 dưới triều vua Indravarman I. Kiến trúc của đền xây dựng theo iểu đền núi núi đền thờ. Đền là một trong ba di tích quan trọng nhất của thành phố cổ Hariharalaya mà người ta quen gọi cụm công trình này là cụm Roluos.

## Lịch sử
Vào năm 802 vua Jayavarman II thành lập vương quốc. Một thời gian ngắn sau đó ông xây dựng kinh thành Hariharalaya. Như vậy trong thế kỷ thứ 9, việc xây dựng những công trình này mở đầu cho vệc xây dựng các kiểu công trình đền núi Angkor. Trong năm 881, vua Indravarman I dành riêng cho các đền để thờ thần Shiva và lập các trung tâm tôn giáo, hình ảnh, và lingam có tên Sri Indresvara là sự kết hợp của Hindu giáo là các thần Shiva được tạc trực tiếp trên bức tường thành 
Bakong chỉ tồn tại chỉ một vài năm, số phận của nó kết thúc khi vào thế kỷ thứ 9, Indravarman con trai thừa kế của Yasovarman chuyển kinh đô từ Hariharalaya đến khu vực phía bắc của Siem Reapmà bây giờ được biết đến như là Angkor Thom, nơi ông sáng lập thành phố mới là Yasodharapura và đầu tư xây dựng mới kinh đô mang tên gọi Bakheng. Một kinh đô mới ra đời, Bakong chính thức chìm vào quên lãng.

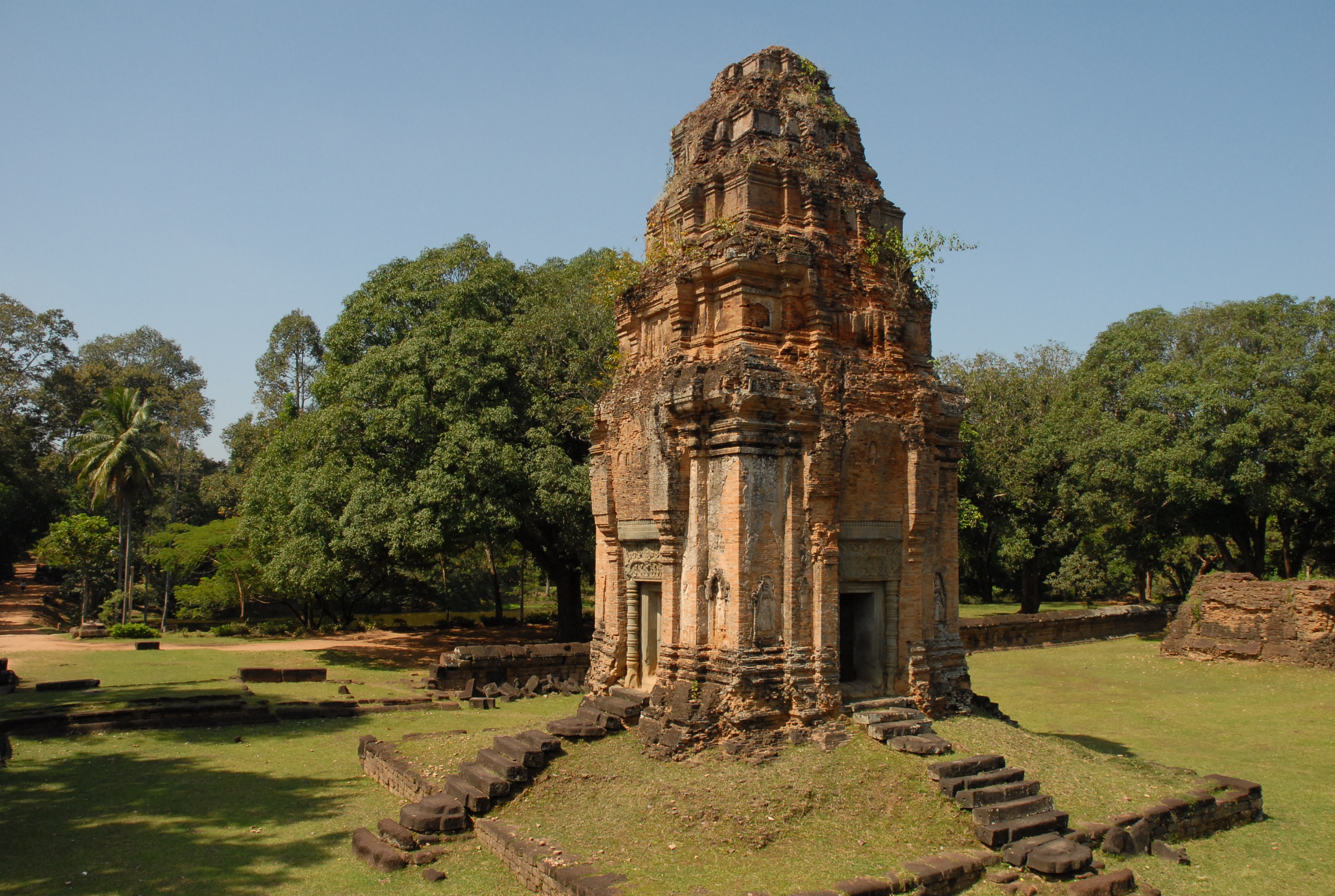
Các tháp gạch xung quanh trung tâm là Hariharalaya, Preah Ko và Lolei.

Các tháp của Bakong có độ cao cao nhất là 900 mét, 700 mét, và gồm ba cụm tháp chính. Các tháp phụ có độ cao 160 mét, 120 mét, chứa các trung tâm đền thờ. Giữa các tháp và ranh giới là tám ngôi đền tháp gạch, có hai tháp mỗi bên. Một số công trình xây dựng khác nhỏ hơn cũng đang nằm trong di tích.

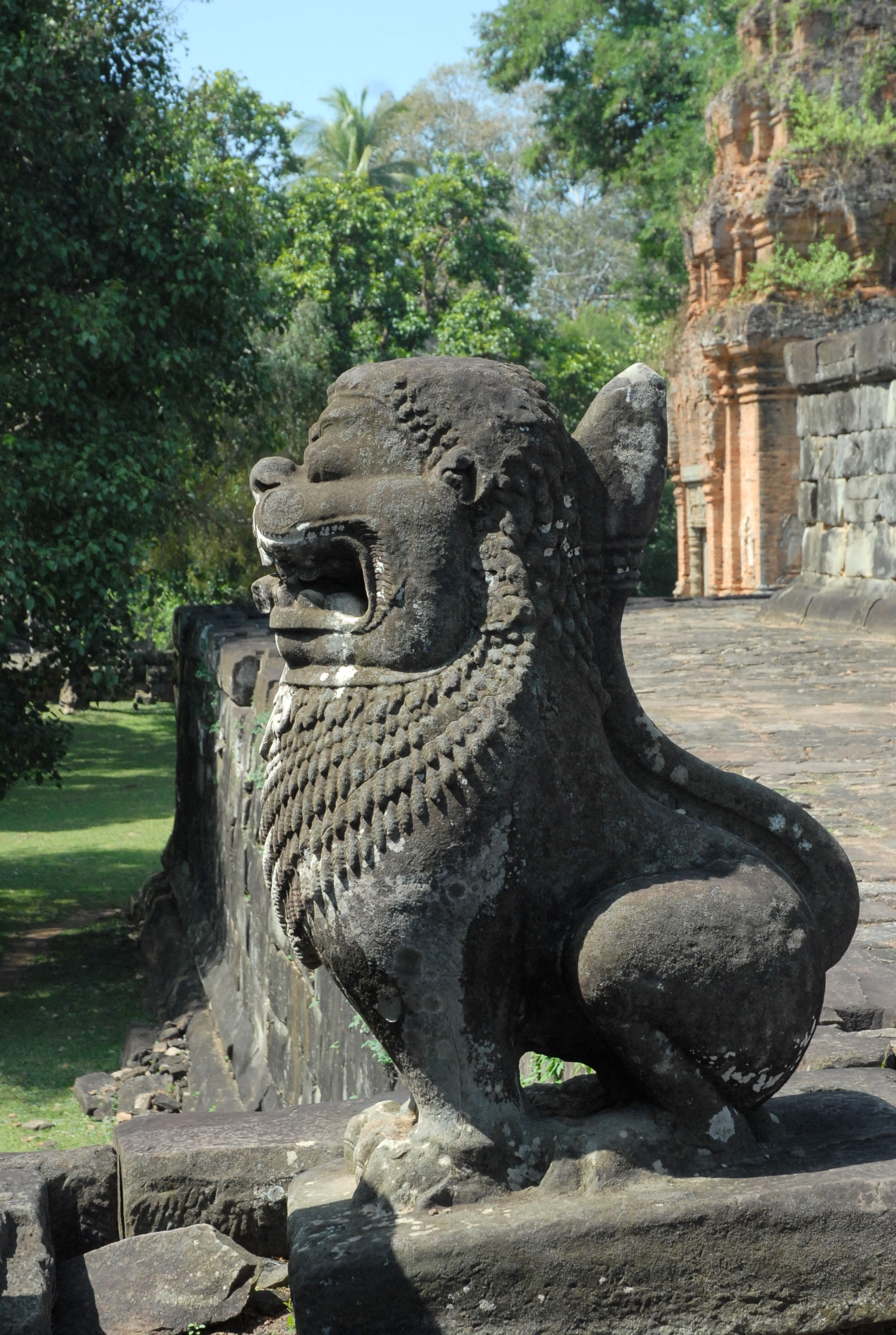
Tượng sư tử ở lối vào đền trung tâm

Có rất nhiều tượng sư tử và các voi thần được tạc để trấn giữ đường lên các tháp.
Tầng dưới cùng là hình tượng voi, các sư tử trấn ở các cấp độ cao hơn của tháp. 
Bakong là di tích pha trộn hai chất liệu xây dựng: gạch và đá.